# Macrotes cordovalis
Macrotes cordovalis är en fjärilsart som beskrevs av Walker 1858. Macrotes cordovalis ingår i släktet Macrotes och familjen mätare. Inga underarter finns listade i Catalogue of Life.